# Miquel Salvó
Miquel Salvó Llambrich (Vilanova i la Geltrú, 3 novembre 1994) è un cestista spagnolo.

## Palmarès

### Squadra
- Copa Princesa de Asturias: 1

Oviedo: 2017
- Basketball Champions League: 2

San Pablo Burgos: 2019-20, 2020-21
- Coppa Intercontinentale: 1

San Pablo Burgos: 2021
- Eurocup: 1

Gran Canaria: 2022-23

### Individuale
- MVP Copa Princesa de Asturias: 1

Oviedo: 2017